# Ignacy Łukasiewicz

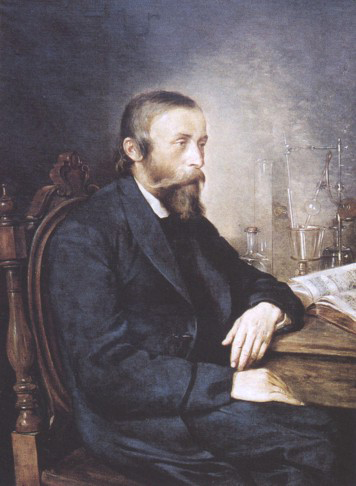
Ignacy Łukasiewicz

Jan Józef Ignacy Łukasiewicz (1822 - 1882) was een Pools apotheker en scheikundige. Hij is de uitvinder van de petroleumlamp en van de fractionele distillatie van aardolie.
Van 1832 tot 1836 studeerde hij aan het gymnasium in Rzeszów, in het destijds tot Oostenrijk behorende deel van Polen. Sedert 1836 volgde hij een leerlingstage in een apotheek in Łańcut. Daarna verhuisde hij weer naar Rzeszów. In februari 1846 werd hij gearresteerd wegens zijn Pools-patriottische activiteiten, maar op 27 december 1847 werd hij wegens een gebrek aan bewijzen weer in vrijheid gesteld. Sinds 1848 werkte hij als hulpapotheker in Lwów. Samen met de eigenaar van de apotheek publiceerde Ignacy farmaceutische bevindingen. Dit zorgde ervoor dat hij een aanbod kreeg om farmacie te studeren aan de Jagiellonische Universiteit in Krakau. In 1852 studeerde hij af van de Universiteit van Wenen. Hij werkte vervolgens in het laboratorium van de aluinfabriek in Dąbrowa. Hij vond toen de petroleumlamp uit. 
In 1852 lieten Łukasiewicz en zijn medewerker Jan Zeh hun uitvinding (producten op basis van gezuiverde aardolie) patenteren.
In 1854 verhuisde Łukasiewicz naar Gorlice, waar hij zijn experimenten met aardolie voortzette.
Hij stichtte ook de eerste aardoliewinningsinstallatie in het nabijgelegen Bóbrka. Dat kan als het begin van de aardolie-industrie worden beschouwd.
In 1858 verhuisde hij naar Jasło, waar hij een apotheek huurde. In het nabijgelegen Ulaszowice had hij in 1856 reeds een destillatiefabriek voor aardolie opgericht, die hem spoedig tot rijkdom bracht.
In 1882 stierf hij aan een longontsteking.
- Gemeinsame Normdatei: 124571042
- International Standard Name Identifier: 0000 0000 2463 5327
- Library of Congress Control Number: n85260667
- Nationale Bibliotheek van Tsjechië: xx0274935
- Nationale Bibliotheek van Polen: a0000001184040
- Nederlandse Thesaurus van Auteursnamen: 262597489
- SNAC: w6b02k5z
- Virtual International Authority File: 30474248
- WorldCat: E39PBJdx4vmMDhmfc8RvctY3wC